# کارل سونسون
کارل سونسون (سوئدی: Karl Svensson؛ زادهٔ ۲۱ مارس ۱۹۸۴) یک بازیکن فوتبال اهل سوئد است.

## تیم ملی
وی همچنین در تیم ملی فوتبال سوئد بازی کرده است.